# Veillantif

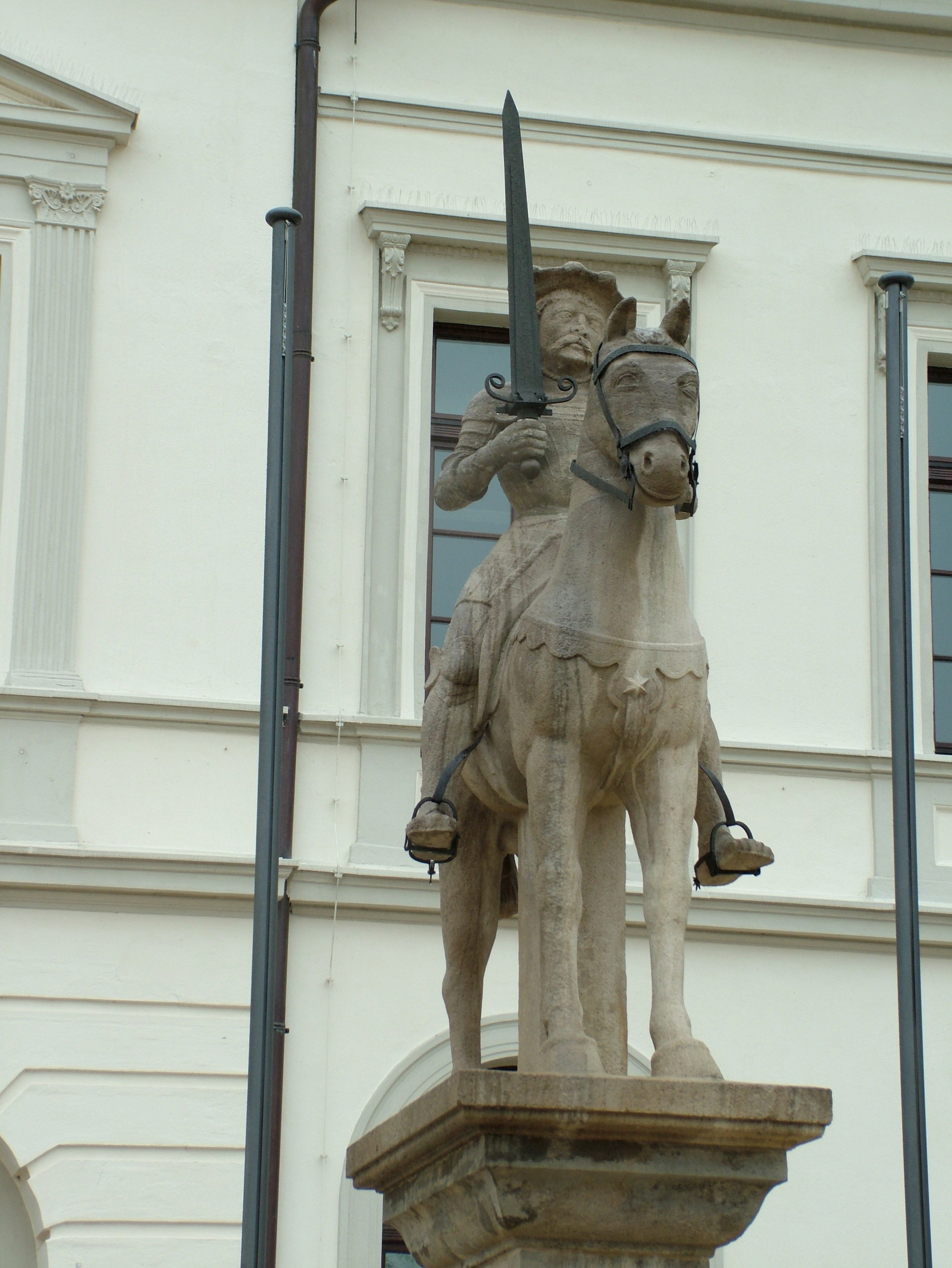
Statuia ecvestră a lui Roland călare pe Veillantif în Haldensleben, Saxonia-Anhalt, Germania, în fața primăriei.

Veillantif (în franceză), Vegliantin, Vegliantino sau Brigliadoro (în italiană) este numele armăsarului credincios și rapid al lui Roland în poveștile derivate din chansons de geste. Numele său francez provine de la o expresie care înseamnă „vigilent”. Veillantif este menționat pentru prima dată în Cântecul lui Roland (v2032; laisse 151). 
Numele italian Vegliantino a fost folosit inițial în literatura eroică italiană (el apare în poemul epic „Morgante” al lui Luigi Pulci), dar Matteo Maria Boiardo l-a redenumit Brigliadoro în poemul epic „Orlando Innamorato”, iar acest nume este utilizat, de asemenea, în poemul epic „Orlando Furioso” al lui Ludovico Ariosto.
Veillantif a primit diverse origini. În chanson de geste Aspremont din secolul al XII-lea se spune că el s-a aflat anterior în posesia lui Helmont, fiul regelui Agolant. După înfrângerea lui Helmont, calul (și sabia Durendal) a ajuns la Roland. Aceasta a fost tradiția urmată de Boiardo și Ariosto. Aceasta a fost tradiția urmată de Boiardo și Ariosto.